# Erwin Fuchsbichler
Erwin Fuchsbichler (* 27. März 1952 in Kapfenberg) ist ein ehemaliger österreichischer Fußballspieler. Der Tormann nahm an der Weltmeisterschaft 1978 in Argentinien teil.

## Karriere
Erwin Fuchsbichler wurde (wie sein älterer Bruder Gerald) Tormann beim SV Kapfenberg (der in der Saison 1966/67 aus der Nationalliga, der damals höchsten Spielklasse, in die Regionalliga Mitte absteigen musste) – und wechselte im Sommer 1970, somit drei Jahre nach Gerald, ebenfalls zu Rapid Wien, wo er höchstens auf der Ersatzbank saß (er hatte hier Konkurrenz durch den dänischen Tormann Bent Martin, wobei aber auch die Ausländerbegrenzung eine Rolle spielte), während Gerald Fuchsbichler im Tor stand.
Am 28. März 1971 hatte er sein Nationalliga-Debüt beim Heim-1:0-Sieg über die WSG Wattens, dem weitere Einsätze – in den nächsten beiden Runden mit dem Auswärtsmatch beim Wiener Sport-Club in Dornbach mit einem 5:3-Sieg (10. April) und der Heimbegegnung gegen SC Schwarz-Weiß Bregenz mit einem 4:0-Sieg der Rapidler folgten, und er musste im nächsten Meisterschaftsspiel (25. April) bei Innsbruck-Verfolger SV Austria Salzburg beim Stand von 3:0 für die Salzburger (Endstand 3:1) in der 57. Minute seinen angeschlagenen Bruder ersetzen. Ab der 24. Runde (1. Mai) kam Bent Martin wieder als „Einser-Tormann“ zum Zug.
In der Sommer-Übertrittszeit 1971 wechselte Gerald Fuchsbichler zum Wiener Sport-Club, Rapid verpflichtete den zuletzt bei Salzburg gewesenen Adolf Antrich, und so war Erwin Fuchsbichler wiederum nur die «Nummer 2» in Sachen Trikot-Nummer 1. Es dauerte hinsichtlich Meisterschaftseinsätzen bis zur 21. Runde der Saison 1971/72, ehe er am 15. April 1972 beim Heim-2:1 über den Linzer ASK eingesetzt wurde, auch in der 26. Runde (25. Mai) war er beim Heim-1:2 gegen den späteren Meister SSW Innsbruck im Tor – und erneut war es in den beiden Schlussrunden.
In der darauf folgenden Saison war Erwin Fuchsbichler vorerst die tatsächliche Nummer 1, hatte auch seine ersten Matches im Europacup, als im Pokalsieger-Bewerb in der ersten Runde PAOK Saloniki mit einem Heim-0:0 und Auswärts-2:2 (13./27. September 1972) eliminiert werden konnte, wobei er sogar als «Held von Saloniki» bezeichnet worden war, doch er wurde aus disziplinären Gründen ab der 10. Runde (21. Oktober; 1:1 beim SC Eisenstadt) durch Ernst Hlozek auf die Ersatzbank beordert und auch im Hinspiel der 2. Europacuprunde am 25. Oktober in Wien gegen Rapid Bukarest (1:1) durch Antrich ersetzt.
Zwar wurde Fuchsbichler gleich darauf in der 11. Runde wieder eingesetzt (28. Oktober; 1:2-Heimniederlage gegen den LASK), danach erst wieder in der 16. Runde (17. März beim Heim-5:2 gegen SK Austria Klagenfurt). In der restlichen Saison gab es abwechselnde Nominierungen von ihm und Antrich.
Im Sommer 1973 verließ Fuchsbichler die Rapidler und zog komplett in den Westen Österreichs zum FC Vorarlberg, der als FC Rätia Bludenz Meister der Regionalliga West aufgestiegen und eine Spielgemeinschaft mit Schwarz-Weiß Bregenz eingegangen war. Er spielte dort fast durchgehend bis zur 23. Runde am 30. März 1974 (1:3 bei SpG WSG Radenthein-Villacher SV); es gab einige Einsätze durch den schon seit Sommer 1970 bei SW Bregenz unter Vertrag stehenden Ex-Eisenstadt-Tormann Johann Schorn (* 7. April 1940), der ab der 24. Runde (6. April) bis Saisonende spielte (wobei Klaus Tutschek als Ersatz zur Verfügung stand).
In der Übertrittszeit 1974 wechselte er zu dem sensationellen Vorjahrsmeister VÖEST Linz, wo Helmut Senekowitsch Trainer war: Erwin kam gleich in den ersten beiden Meisterschaftsrunden zum Einsatz, wurde ab der dritten Runde aber durch Herbert Rettensteiner ersetzt, ehe er in der 6. Runde (10. September beim Heim-3:1 über Austria Wien/WAC) wieder im Tor stand. Er spielte dann auch im Europacup der Meister, wo aber der FC Barcelona für die Linzer ein zu starker Gegner war. Einem Heim-0:0 (18. September) folgte im Camp Nou ein 0:5 (2. Oktober). In der Meisterschaft wurde er am 23. November beim 1:1 bei Eisenstadt bereits in der 23. Minute durch Kurt Kaiserseder ersetzt, war aber eine Woche später wieder im Tor – erst am 1. März 1975 (20. Runde) stand beim 1:1 bei Austria Salzburg wieder Rettensteiner zwischen den Pfosten – und er blieb es bis einschließlich der 26. Runde. Danach (26. April, Heim-0:1 gegen Innsbruck) wurde wieder Fuchsbichler aufgestellt. In der Runde 34 und in der Schlussrunde war wieder Rettensteiner dran, dazwischen am 13. Juni beim 0:0 in der Wiener Südstadt bei Admira-Wacker war es Fuchsbichler.
Seine "Teampremiere" hatte Fuchsbichler am 28. April 1976 bei dem im Rahmen des Sportpressefestes ausgetragenen Matches gegen Schweden (1:0); allerdings war Friedl Koncilia der Einser-Tormann, Fuchsbichler saß auf der Ersatzbank. Er spielte danach am 12. Juni in einem Match der zweiten Garnitur der Nationalteams Österreichs gegen Ungarn (1:1) und auch am 26. Oktober 1977 beim 0:0 in der Europameisterschafts-Qualifikation der Amateure gegen Griechenland.
Im WM-Jahr 1978 war es aber dann soweit: Im Freundschaftsspiel am 22. März beim 0:1 in Belgien kam er zur Pause für Koncilia zu seinem Teamdebüt. Drei Wochen später in Basel beim 1:0-Sieg gegen die Schweiz kam er (erneut in der zweiten Halbzeit) gleich zu seinem zweiten Einsatz. In zwei Testspielen vor der Weltmeisterschaft fungierte er nochmals als Koncilia-Ersatz: In Salzburg-Lehen am 12. Mai gegen Hertha BSC (2:0) ab der Pause und am 22. Mai in Linz ab der 22. Min. (diesmal war Eintracht Frankfurt der Gegner; es gab erneut ein 2:0).
Fuchsbichler war zweiter Tormann während der Weltmeisterschaft in Argentinien, doch wurde er nicht eingesetzt. Sein erstes "echtes" Länderspiel (von Beginn weg) bestritt er unter dem neuen Teamchef Karl Stotz am 30. August 1978 beim 2:0 in Oslo gegen Norwegen im ersten Match der Europameisterschafts-Qualifikation für 1980, dem am 20. September in Wien ein 3:2 gegen Schottland ein weiterer Sieg in dieser Qualifikation folgte. Danach war aber wieder Koncilia die Nummer eins, sodass er zu keinem weiteren Länderspieleinsatz kam.

## Erfolge
- 2 × Österreichischer Cupfinalist: 1972 mit Rapid Wien, 1978 mit SK VÖEST Linz
- Teilnahme an der Fußball-Weltmeisterschaft 1978: 7. Platz
- 4 Länderspiele für die österreichische Fußballnationalmannschaft 1978